# Klinikum Links der Weser

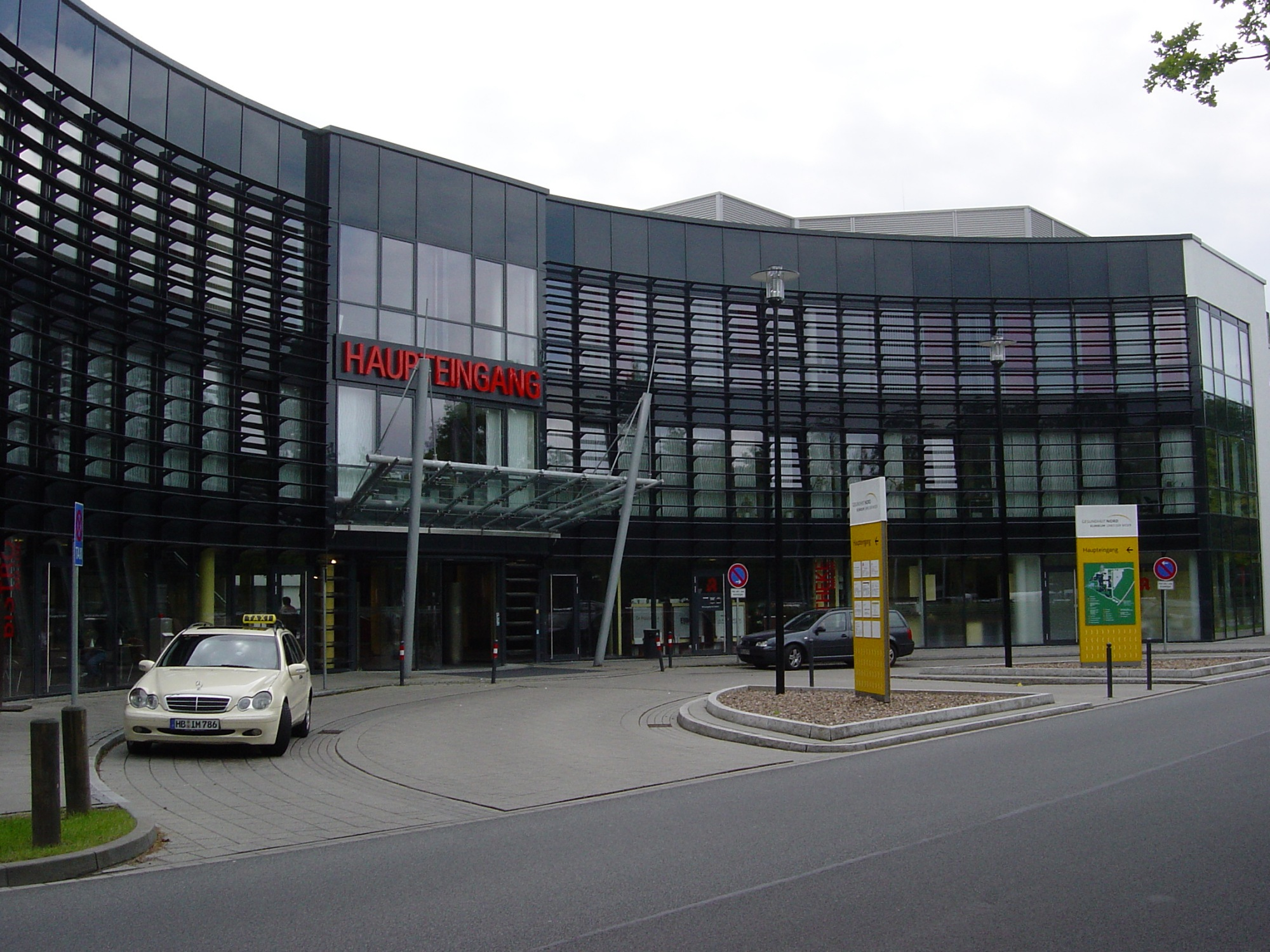
Haupteingang Klinikum Links der Weser

Das Klinikum Links der Weser (umgangssprachlich auch Klinikum LdW) ist ein Krankenhaus der Stadt Bremen. Es gehört wie drei weitere Kliniken (Bremen-Nord, Bremen-Ost und Bremen-Mitte) dem Bremer Klinikverbund Gesundheit Nord gGmbH an. Im September 2023 wurde bekannt, dass das Klinikum Links der Weser nach einer teilweisen Verlagerung der klinischen Bereiche an das Klinikum Bremen-Mitte 2028 geschlossen werden soll.

## Aufgabe und Lage

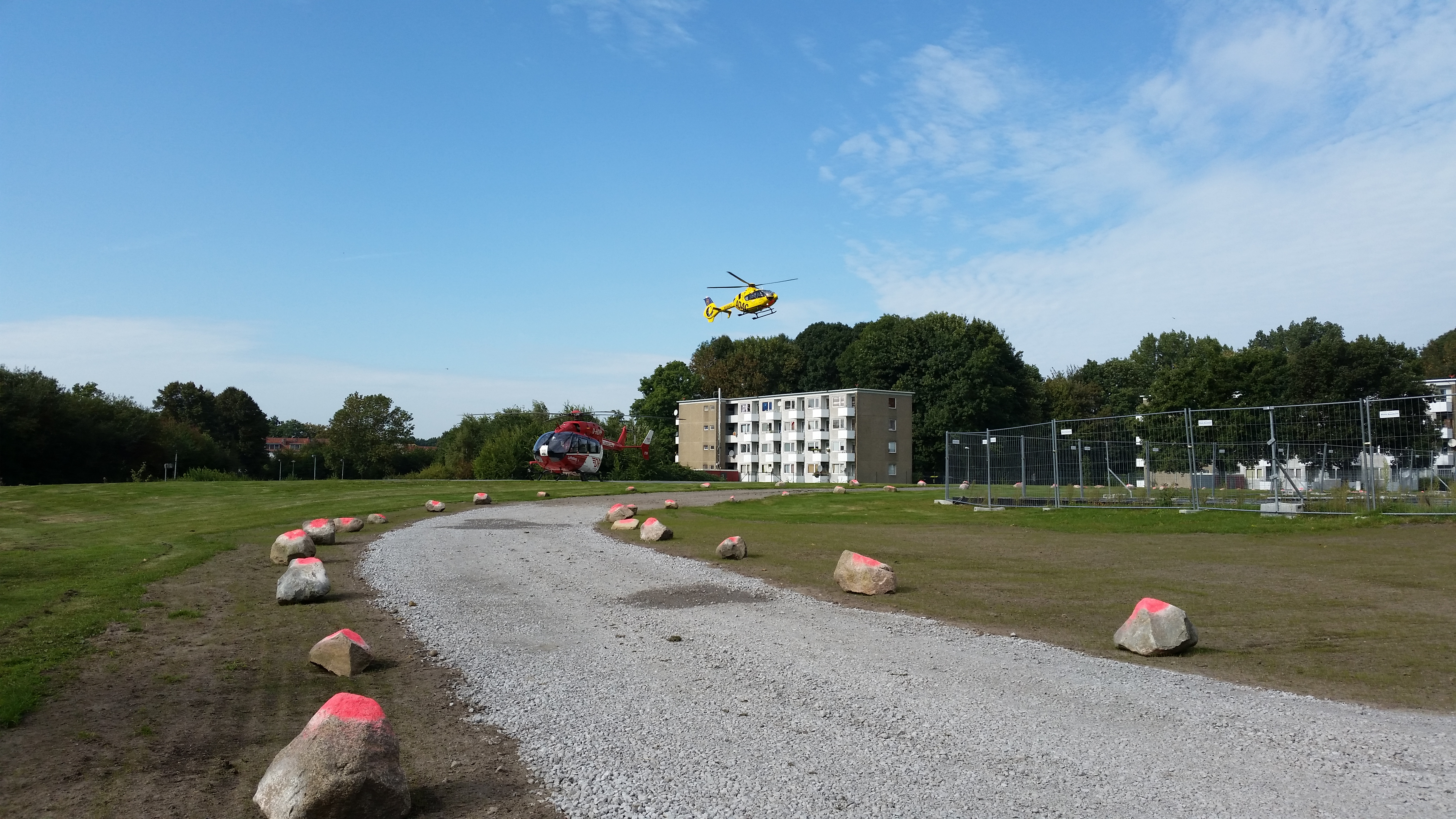
Im Umbau befindlicher Landeplatz für Rettungshubschrauber. Auf dem Boden Christoph Niedersachsen D-HDPP, im Landeanflug Christoph 6.

Im Klinikum Links der Weser wurden 2006 fast 25.000 und 2013 dann 24.802 Patienten stationär (inklusive teilstationärer Fälle) und über 20.000 Patienten ambulant behandelt.
Das Klinikum – sowie die drei weiteren Kliniken Bremen-Mitte, Bremen-Nord und Bremen-Ost – gehört dem Bremer Klinikverbund Gesundheit Nord gGmbH an. Die Klinik ist Akademisches Lehrkrankenhaus der Universität Göttingen.
Die Klinik liegt im Stadtteil Obervieland und hier im Ortsteil Kattenturm.

## Geschichte
Das LdW wurde 1968 als eines der vier kommunalen Krankenhäuser in Bremen eingeweiht. Bereits zu diesem Zeitpunkt war es ein Ausbildungskrankenhaus, da im gleichen Jahr ein Kooperationsvertrag mit der Kinderkrankenpflegeschule am Klinikum Bremen-Mitte geschlossen worden war. 1970 wurde in dem Krankenhaus Bremens erste interdisziplinäre Intensivstation in Betrieb genommen. Bremens zweiter Notarztwagen wurde 1973 und der Rettungshubschrauber Christoph 6 1974 am Klinikum LdW stationiert. 1976 wurde zu Ausbildungszwecken auch mit der Krankenpflegeschule ein Kooperationsvertrag geschlossen. Seit 1977 ist das Klinikum außerdem akademisches Lehrkrankenhaus der Universität Göttingen.
1981 erfolgte die Inbetriebnahme des ersten Herzkatheterlabors, 1983 die Eröffnung der Herzchirurgie. Bereits am 8. August 1983 wurde in der Herzchirurgie die erste Operation mit der Herz-Lungen-Maschine durchgeführt. 2002 erfolgte die Eröffnung des Neubaus mit kardiologischer Praxis, Hotel und ambulanter sowie teilstationärer Rehabilitation. An dem Krankenhaus wurde am 1. August 2003 das erste  Kunstherz in Bremen implantiert. Das Klinikum Links der Weser wurde 2003 nach KTQ zertifiziert.
Am 1. Januar 2004 erfolgte die Umwandlung in eine Gemeinnützige GmbH (gGmbH) und Zusammenschluss mit den drei anderen ehem. kommunalen Krankenhäusern Bremen-Mitte, Bremen-Ost und Bremen-Nord in der Gesundheit Nord gGmbH - Klinikverbund Bremen. Weiterhin ist die Freie Hansestadt Bremen zu 100 Prozent Gesellschafter der gGmbH. 2006 wurde mit einem zweiten Bauabschnitt begonnen. Am 8. Mai 2006 konnte die heutige Cafeteria eingeweiht werden. Am 12. Juni 2006 wurde die Klinik für Palliativmedizin und Schmerztherapie als eigenständige Klinik verselbständigt. Am 13. Dezember 2006 erfolgte die Einweihung einer interdisziplinären Kinderintensivstation.

## Fachabteilungen
Das Klinikum Links der Weser verfügt unter anderem über Geräte der Computertomographie (MSCT), Angiographieplätze und 
vier Herzkatheterlabore.
Das LdW hat 8 Fachabteilungen:
- Klinik für Allgemein- und Unfallchirurgie
- Klinik für Thorax-, Herz - und Gefäßchirurgie
- Klinik für Allgemeine Innere Medizin
- Klinik für Kardiologie und Angiologie
- Klinik für Anästhesie, Allgemeine und Operative Intensivmedizin, Notfallmedizin
- Klinik für Palliativmedizin und Schmerztherapie
- Institut für Radiologie
- Zentrum für Physikalische und Rehabilitative Medizin